# Collegium Civitas

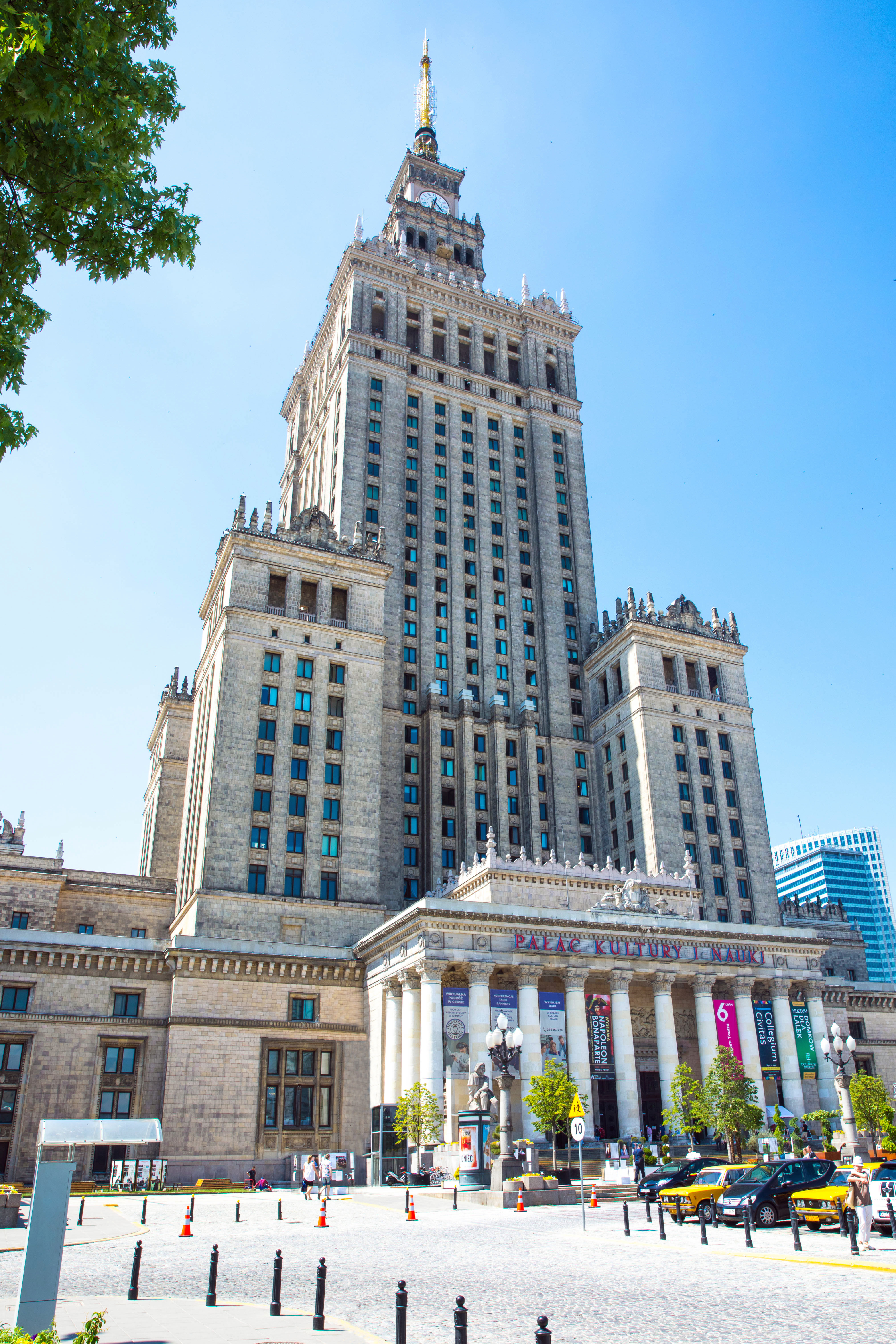
Kulturpalast Warschau

Das Collegium Civitas (CC) ist eine private Hochschule mit Sitz im 12. Obergeschoss des Warschauer Kultur- und Wissenschaftspalastes.

## Geschichte
Die Hochschule wurde von den Mitarbeitern des Instituts für Politische Studien der Polnischen Akademie der Wissenschaften 1997 gegründet. Das Collegium Civitas hat seinen heutigen Sitz erst 2003 bezogen. Früher wirkte es in verschiedenen behelfsmäßigen Gebäuden. Am 28. November 2005 erhielt die Hochschule die Befugnis zum Verleihen der Doktorwürde im Bereich der soziologischen Wissenschaften.
Gegenwärtig studieren etwa zweitausend Studenten, darunter viele aus dem Ausland, betreut von etwa zweihundert Lehrkräften.

## Studiengänge
Seit dem Studienjahr 2012/2013 bietet das Collegium Civitas Vorlesungen in drei Richtungen des ersten und zweiten Grades: Soziologie, Politologie und Internationale Beziehungen und zwar im Direkt- und Korrespondenzstudium. In den Fachrichtungen Internationale Beziehungen und Soziologie werden die Vorlesungen auch in englischer Sprache gehalten. Im Rahmen des Collegium Civitas gibt es ein Studium über Terrorismusbekämpfung.
An der Hochschule gibt es folgende Lehrstühle:
- Lehrstuhl für Soziologie – Leiter Edmund Wnuk-Lipiński, Soziologe und Science-Fiction-Autor († 2015),
- Lehrstuhl für Internationale Beziehungen – Leiter Wojciech Roszkowski, Historiker, Politiker und 2004–2009 Mitglied des Europäischen Parlaments,
- Lehrstuhl für Politologie – Leiter Eugeniusz Cezary Król, Historiker, Politologe und Übersetzer,
- Lehrstuhl für Journalistik – Leiter Jacek Żakowski, Journalist und politischer Schriftsteller,
- Lehrstuhl für Philosophie – Leiter Tadeusz Gadacz, Philosoph und Theologe, ehem. Mitglied des Piaristenordens.
- Lehrstuhl für Politiker – Bronisław Komorowski

## Rektoren
- 1997–2006: Jadwiga Koralewicz
- 2006–2012: Edmund Wnuk-Lipiński
- seit 2012: Stanisław Mocek

## Bekannte Dozenten
Zum Lehrpersonal der Hochschule gehören:
- Lena Kolarska-Bobińska – Soziologin, seit 2013 Wissenschafts- und Hochschulministerin, Abgeordnete zum Europäischen Parlament der 7. Legislaturperiode
- Wojciech Roszkowski – Ökonom, Historiker, Lehrbeauftragter an der Handelshochschule, Abgeordneter zum Europäischen Parlament der 6. Legislaturperiode
- Adam Daniel Rotfeld – Diplomat, ehemaliger Außenminister, Forschungsprojektleiter am Internationalen Institut für Friedensforschung SIPRI in Stockholm, Professor der humanistischen Wissenschaften an der Universität Warschau
- Edmund Wnuk-Lipiński – Soziologe, Hochschulprofessor, Science-fiction-Schriftsteller, Teilnehmer seitens der Opposition an den Gesprächen am Runden Tisch 1989
- Krzysztof Zanussi – Filmregisseur, Physiker, Philosoph, Professor an der Schlesischen Universität in Katowice
- Jacek Żakowski – Journalist und Publizist, Mitbegründer und Mitarbeiter von „Gazeta Wyborcza“, Publizist von „Polityka“, Moderator des Tok-FM-Nachrichtensenders.